# Kacsacsőrű emlősök
A kacsacsőrű emlősök (Ornithorhynchidae) az emlősök (Mammalia) osztályának a tojásrakó emlősök (Prototheria) alosztályához, ezen belül a kloákások (Monotremata) rendjéhez tartozó család.
A családba csak egy élő faj tartozik, a kacsacsőrű emlős (Ornithorhynchus anatinus).

## Rendszerezés
A kihaltakkal együtt a családba az alábbi nemeket és fajokat sorolják:
- †Monotrematum
  - †Monotrematum sudamericanum
- †Obdurodon
  - †Obdurodon dicksoni
  - †Obdurodon insignis
  - †Obdurodon sudamericanum
- Ornithorhynchus
  - kacsacsőrű emlős (Ornithorhynchus anatinus)
  - †Ornithorhynchus maximus
- †Steropodon
  - †Steropodon galmani
- †Teinolophos
  - †Teinolophos trusleri